# Unitats electromagnètiques del SI
Unitats electromagnètiques del SI o unitats electromagnètiques del Sistema Internacional d'unitats.
Fent un resum de la Viquipèdia :
| Unitats d'electromagnetisme del SI | Unitats d'electromagnetisme del SI            | Unitats d'electromagnetisme del SI | Unitats d'electromagnetisme del SI | Unitats d'electromagnetisme del SI |
| Símbol                             | Nom                                           | Nom de la Unitat                   | Unitat                             | Fórmula d'unitats                  |
| ---------------------------------- | --------------------------------------------- | ---------------------------------- | ---------------------------------- | ---------------------------------- |
| I                                  | Corrent elèctric                              | amper                              | A                                  | A (= W/V = C/s)                    |
| Q                                  | Càrrega elèctrica                             | coulomb                            | C                                  | A·s                                |
| U, ΔV, Δφ; E                       | Diferència de potencial; Força electromotriu  | volt                               | V                                  | J/C = kg·m²·s−3·A−1                |
| R; Z; X                            | Resistència elèctrica; Impedància; Reactància | ohm                                | Ω                                  | V/A = kg·m²·s−3·A−2                |
| ρ                                  | Resistivitat                                  | ohm metre                          | Ω·m                                | kg·m³·s−3·A−2                      |
| P                                  | Potència elèctrica                            | watt                               | W                                  | V·A = kg·m²·s−3                    |
| C                                  | Capacitància                                  | farad                              | F                                  | C/V = kg−1·m−2·A²·s4               |
| ΦE                                 | Flux elèctric                                 | volt metre                         | V·m                                | kg·m³·s−3·A−1                      |
| E                                  | Intensitat de camp elèctric                   | volt per metre                     | V/m                                | N/C = kg·m·A−1·s−3                 |
| D                                  | Desplaçament de camp elèctric                 | coulomb per metre quadrat          | C/m²                               | A·s·m−2                            |
| ε                                  | Permitivitat                                  | farad per metre                    | F/m                                | kg−1·m−3·A²·s4                     |
| χe                                 | Susceptibilitat elèctrica                     | (dimensionless)                    | -                                  | -                                  |
| G; Y; B                            | Conductància; Admitància; Susceptància        | siemens                            | S                                  | Ω−1 = kg−1·m−2·s3·A²               |
| κ, γ, σ                            | Conductivitat                                 | siemens per metre                  | S/m                                | kg−1·m−3·s3·A²                     |
| B                                  | Densitat de flux magnètic, Inducció magnètica | tesla                              | T                                  | Wb/m² = kg·s−2·A−1 = N·A−1·m−1     |
| Φ, ΦM, ΦB                          | Flux magnètic                                 | weber                              | Wb                                 | V·s = kg·m²·s−2·A−1                |
| H                                  | Intensitat de camp magnètic                   | amper per metre                    | A/m                                | A·m−1                              |
| L, M                               | Inductància                                   | henry                              | H                                  | Wb/A = V·s/A = kg·m²·s−2·A−2       |
| μ                                  | Permeabilitat                                 | henry per metre                    | H/m                                | kg·m·s−2·A−2                       |
| χ                                  | Susceptibilitat magnètica                     | (dimensionless)                    | -                                  | -                                  |